# Fred Guy
Fred Guy (né à Burkeville, Géorgie en 1897 et mort en 1971) est un banjoïste et guitariste américain.

## Biographie
- Notices d'autorité :   - VIAF
  - ISNI
  - BnF (données)
  - LCCN
  - GND
  - Italie
  - Israël
  - Norvège
  - WorldCat